# Сумбат I
Сумбат I (*სუმბატ, д/н — 958) — цар Картлі у 954—958 роках. Пам'ять про Сумбата збереглася завдяки написам в грузинських церквах Ішхані і Доліскана, де написано «Сумбат, наш цар».

## Життєпис
Походив з династії Багратіоні. За різними відомостями третій або четвертий син Адарнасе II, царя Картлі. 910-х роках останній фактично втратив Картлі, зберігши номінальний титул та володіння Кларджеті. Після смерті батька владу і царський титул отримав старший брат Ашота — Давид II. Під час протистояння останнього з іншим братом Ашотом був на боці першого. Тому після смерті Давида II успадкував Кларджеті, але царський титул (хоч й номінальний) здобув Ашот.
Зберігав мирні відносини з усіма сусідами. 954 року після смерті Ашота II успадкував царський титул та Нижнє Тао, князівство Верхнє Тао отримав небіж Адарнасе. Невдовзі від Візантії отримав титул куропалата, що традиційно засвідчило визнання законності правління представника Багратіоні над Тао-Кларджеті.
Визнав зверхність абхазького царя Георгія II, у військових справах підпорядковувався Леону, наміснику області Шида-Картлі. Помер 958 року. Трон спадкував його син Баграт II.

## Родина
- Баграт (937—994), цар Картлі
- Адарнасе (д/н—983), цар Картлі
- Ашот